# Dschabaliya
Dschabaliya, auch als Dschabalija oder Dschabalia transkribiert (arabisch جباليا Dschabāliyā, DMG Ǧabāliyā ‚Die Bergsteiger‘, englisch Jabalia), ist eine palästinensische Stadt im Gouvernement Nordgaza. Sie liegt in im Nordosten des Gazastreifens zu Israel, etwa 4 km nördlich von Gaza-Stadt. Drei Kilometer nördlich der Stadt befindet sich das gleichnamige Flüchtlingslager Dschabaliya. Die nahe gelegene Stadt Nazla ist Teil der Gemeinde Dschabalia. Dschabalia hatte 2017 laut dem Palästinensischen Zentralamt für Statistik 172.704 Einwohner.

## Demografie
Bei der Volkszählung Palästinas im Jahr 1922, die von den britischen Mandatsbehörden durchgeführt wurde, hatte Dschabalia eine Bevölkerung von 1.775 Einwohnern, alle Muslime, und stieg bei der Volkszählung 1931 auf 2.425, immer noch alle Muslime, in 631 Häusern.
Laut Statistik von 1945 hatte Dschabalia eine Bevölkerung von 3.520, allesamt Muslime, mit 11.497 Dunam Land. Davon entfielen 138 Dunam auf Zitrusfrüchte und Bananen, 1.009 auf Plantagen und bewässerbares Land, 1.036 auf Getreide und 101 Dunam auf bebautes Land.
Die Stadt hatte 2017 laut dem Palästinensischen Zentralamt für Statistik 172.704 Einwohner.

## Archäologie
In der Nähe von Dschabalia wurde ein großer Friedhof aus dem 8. Jahrhundert n. Chr. gefunden. Die handwerkliche Arbeit weist darauf hin, dass die christliche Gemeinschaft in Gaza in der frühen islamischen Ära der Herrschaft in Palästina noch sehr gut existierte und zu künstlerischen Leistungen fähig war. Die von dem Ikonoklasmus verschonten Überreste des Bürgersteigs zeigen Darstellungen von Wild, Vögeln und ländlichen Szenen. Die späte Datierung des Mosaikpflasters beweist, dass das Eingreifen der Bilderstürmer nach 750 später erfolgte als bisher angenommen und mit abbasidischen Konservativen in Verbindung gebracht wird.
Bei Arbeiten an der Salah-al-Din-Straße entdeckten Arbeiter ein Kloster aus byzantinischer Zeit. Die Stätte wurde von der palästinensischen Antikenbehörde ausgegraben. Jetzt sind die atemberaubenden byzantinischen Mosaike des Klosters mit Sand bedeckt, um sie vor Erosion durch den direkten Einfluss des Winterregens zu schützen. Es wurde auch byzantinische Keramik gefunden.
Im Jahr 2022 wurde die von der französischen Organisation Premiere Urgence Internationale und dem British Council durchgeführte Restaurierung einer byzantinischen Kirche aus dem 5. Jahrhundert abgeschlossen. Die Kirche ist mit Mosaiken und religiösen Texten in griechischer Sprache geschmückt.

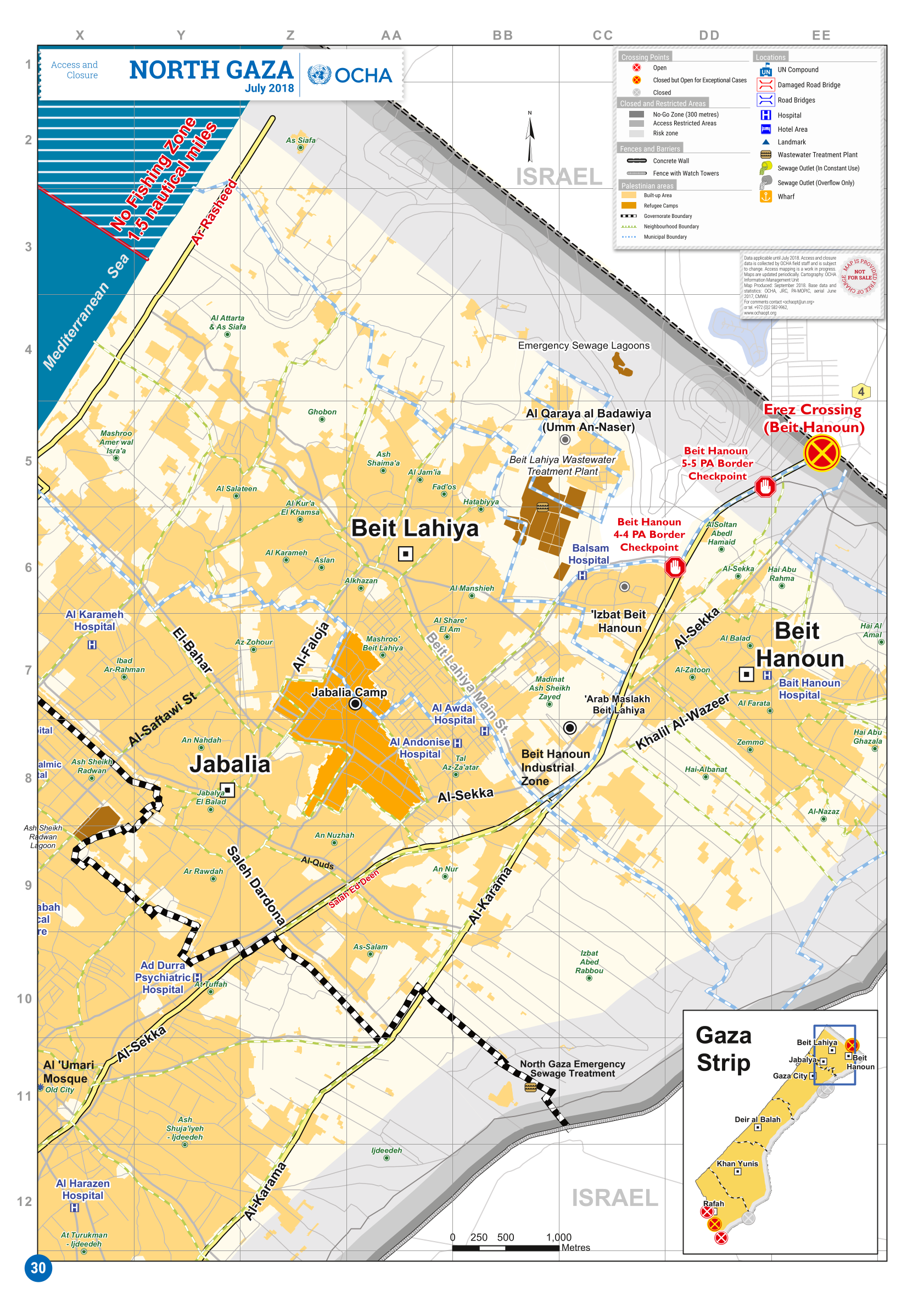
Dschabalia und Gouvernement Nordgaza, die Stadt befindet sich im Norden des Gazastreifens

## Geschichte
Dschabalia war für seinen fruchtbaren Boden und seine Zitrusbäume bekannt. Der Mamluken-Gouverneur von Gaza, Sandschar al-Dschawli, regierte das Gebiet im frühen 14. Jahrhundert und schenkte der von ihm in Gaza errichteten al-Shamah-Moschee einen Teil des Landes Dschabalia.
Bis 2014 gab es in Dschabalia auch die alte Omari-Moschee. Es wurde angenommen, dass sich an diesem Ort seit dem siebten Jahrhundert eine Moschee befand. Der Portikus und das Minarett stammen aus dem 14. Jahrhundert. Die Omari wurde jedoch 2014 durch israelische Bombenangriffe zerstört. Der Portikus besteht aus drei Arkaden, die von vier Steinsäulen getragen werden. Die Arkaden haben Spitzbögen und der Portikus ist von Vierungsgewölben bedeckt.

### Osmanische Zeit
Dschabalia wurde 1517 mit ganz Palästina in das Osmanische Reich eingegliedert und erschien 1596 in den Steuerregistern als Teil der Nahiya von Gaza der Sandschak von Gaza. Es hatte eine Bevölkerung von 331 Haushalten, allesamt Muslime, die Steuern auf Weizen, Gerste, Weingärten und Obstbäume zahlten; insgesamt 37.640 Akçe. 2/3 der Einnahmen gingen an einen Waqf.
Im Jahr 1838 erwähnte Edward Robinson Dschabalia als muslimisches Dorf in der Umgebung von Gaza.
1863 fand der französische Entdecker Victor Guérin in der Moschee Fragmente alter Bauten und am Brunnen einige zerbrochene Säulen. Eine osmanische Dorfliste aus dem Jahr 1870 ergab, dass das Dorf 828 Einwohner in insgesamt 254 Häusern hatte, obwohl die Bevölkerungszahl nur Männer umfasste.
Im Survey of Western Palestine des Palestine Exploration Fund aus dem Jahr 1883 wurde Dschabalia als großes Lehmziegeldorf mit Gärten und einem Brunnen im Nordwesten beschrieben. Es gab eine Moschee namens Jamia Abu Berjas.

### Erster Weltkrieg und Britisches Mandat Palästina
Dschabalia, Gaza und Umgebung wurden während des Ersten Weltkriegs durch die Briten im Rahmen der Sinai- und Palästina-Kampagne besetzt. Die Schlachten von Gaza fanden zwischen den Alliierten unter britischer Führung und den osmanischen Truppen statt.
Die Erste Schlacht von Gaza im März 1917 sah die Briten in dem Bestreben Gaza und Umgebung einzunehmen, jedoch scheiterten sie aufgrund von Kommunikationsproblemen und schlechter Truppenkoordination. Die osmanischen Truppen konnten erfolgreich ihre Verteidigung aufrechterhalten. Im Zuge der Zweiten Schlacht von Gaza im April 1917 unternahmen die Alliierten einen erneuten Angriff auf die Stadt. Obwohl es gelang, die osmanischen Verteidigungsstellungen zu durchbrechen, versäumten es die britischen Truppen aufgrund von Fehlern in der Nachverfolgung, die Stadt und Umgebung vollständig einzunehmen.
Die Dritte Schlacht von Gaza im Oktober 1917 markierte einen weiteren Angriff auf die Umgebung unter dem Kommando von General Edmund Allenby. Der Angriff führte schließlich dazu, dass die Briten Gaza und Umgebung am 7. November 1917 einnahmen. Dieser Erfolg war entscheidend für den Verlauf der Sinai- und Palästina-Kampagne während des Ersten Weltkriegs und legte den Grundstein für die weiteren Entwicklungen in der Region.

### Erste Intifada bis Palästinensische Verwaltung
Die Stadt wurde im Sechstagekrieg 1967 von Israel besetzt. Seit 1994 untersteht der Ort der Selbstverwaltung der Palästinensischen Autonomiebehörde, 2005 endete die militärische Besetzung durch Israel.
In den ersten Monaten der Ersten Intifada am 27. März 1989 wurde der 50-jährige Fares S'aid Falcha von israelischen Soldaten geschlagen. Er starb drei Wochen später im Makassed-Krankenhaus. Die Ermittler der Militärpolizei erstellten einen Bericht und übermittelten die Einzelheiten an den Generalstaatsanwalt.
Ende 2006 war Dschabalia Schauplatz von Massenprotesten gegen israelische Luftangriffe auf die Häuser von Einwohnern. Die Nachbarschaft reagierte, indem sie Häußer besetzen und damit den Abriss durch Luftangriffe erfolgreich aufhielten.

### Luftangriffe im Gazakrieg 2023

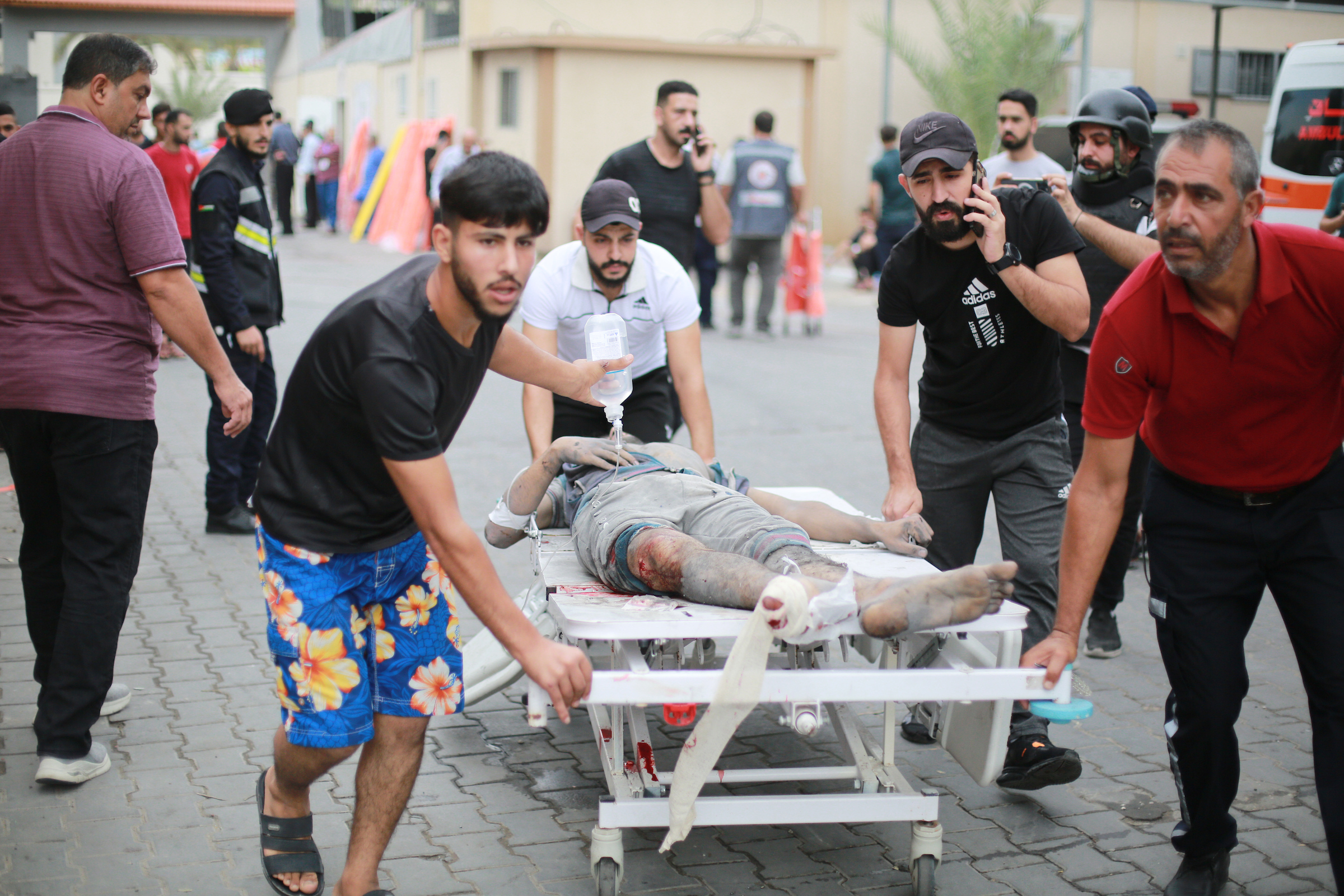
Palästinenser transportieren die Verletzten am 9. Oktober 2023 in das indonesische Krankenhaus nördlich des Gazastreifens

Das Flüchtlingslager Dschabalia, das während des Israel-Gaza Krieges 2023 seit dem 9. Oktober Ziel mehrerer israelischer Luftangriffe war, wurde am 31. Oktober erneut angegriffen. Bei dem israelischen Luftangriff wurden mindestens 50 Palästinenser getötet und mehr als hundert unter den Trümmern eingeschlossen. Nach Angaben des indonesischen Krankenhauses in Beit Lahiya handelte es sich bei den meisten Opfern um Frauen und Kinder. Das Innenministerium gab an, das Lager sei „vollständig zerstört“ worden, mit vorläufigen Schätzungen von etwa 400 Verwundeten oder Toten. Angesichts der hohen Zahl ziviler Opfer und des Ausmaßes der Zerstörung, handelt es sich höchstwahrscheinlich um ein Kriegsverbrechen.

## Flüchtlingslager Dschabaliya
Nach dem Palästinakrieg (1948) errichtete das Hilfswerk der Vereinten Nationen für Palästina-Flüchtlinge im Nahen Osten (UNRWA) für etwa 35.000 Menschen das 1,4 km² große Lager für palästinensische Flüchtlinge. Die meisten davon waren während der Nakba aus Dörfern im Süden Palästinas geflohen. Im Jahre 2023 waren in dem Flüchtlingslager, das seit damals zu einer Stadt ausgebaut wurde, 116.011 Menschen registriert. Es ist das größte der insgesamt 8 Flüchtlingslager im Gazastreifen.
Im Dezember 1987 nahm die Erste Intifada hier ihren Ausgang, nachdem ein israelischer Fahrer mit einem Zivilauto in das Flüchtlingslager kollidierte und dabei vier palästinensische Arbeiter tötete.
Das Flüchtlingslager Dschabaliya wurde während des Gazakrieges 2023/24 Ziel mehrerer kontroverser israelischer Luftangriffe. Besonders die Luftangriffe vom Luftangriffe am 9. Oktober auf den Markt und Luftangriffe auf die UNRWA Al-Fakhoura-Schule am 4. November und 18. November wurden von unterschiedlichen Organisationen wie Amnesty International und Human Rights Watch als Kriegsverbrechen bezeichnet.

## Persönlichkeiten
- Anas Al-Sharif (1996–2025), Journalist und Videoreporter des arabischsprachigen Senders Al Jazeera

## Verkehr
Dschabalija lag von 1916 bis zur Stilllegung des betreffenden Abschnitts in den 1970er oder 1980er Jahren an der Sinai-Bahn von Beirut über Lod nach Kairo (bis 1967). Heute sind die Gleise der Eisenbahn im Gazastreifen größtenteils abgebaut.

## Städtepartnerschaften
Dschabalija besitzt folgende Städtepartnerschaften:
| Stadt    | Land   | seit |
| -------- | ------ | ---- |
| Ümraniye | Türkei | 2012 |